# Epalpus montivagus
Epalpus montivagus là một loài ruồi trong họ Tachinidae.